# Cepões (Ponte de Lima)
Cepões ist ein Ort und eine ehemalige Gemeinde (Freguesia) im nordportugiesischen Kreis Ponte de Lima der Unterregion Minho-Lima. Die Gemeinde hatte 564 Einwohner (Stand 30. Juni 2011).
Am 29. September 2013 wurden die Gemeinden Cepões und Bárrio zur neuen Gemeinde Bárrio e Cepões zusammengeschlossen. Cepões ist Sitz dieser neu gebildeten Gemeinde.

## Bauwerke
- Mesa dos Quatro Abades